# Oakland Raiders 1999
La stagione 1999 degli Oakland Raiders è stata la 30ª della franchigia nella National Football League, la 40ª complessiva. La squadra eguagliò il bilancio di 8–8 della stagione precedente. Tredici delle sedici gare furono decise per un touchdown o meno e nessuna delle otto sconfitte dei Raiders fu per più di un touchdown.
Questa stagione vide l'acquisizione del quarterback Rich Gannon, che disputò le migliori stagioni della carriera con i Raiders, venendo premiato come MVP nel 2002 e portando la squadra al Super Bowl quella stessa stagione. Le due stagioni successive furono segnate dagli infortuni, portandolo al ritiro nel 2004. Gannon fu nominato per quattro Pro Bowl consecutivi (1999–2002) mentre militava nei Raiders.

## Scelte nel Draft 1999
| Scelte dei Raiders nel Draft 1999 |        |                  |       |               |
| Giro                              | Scelta | Giocatore        | Ruolo | College       |
| 1                                 | 18     | Matt Stinchcomb  | G     | Georgia       |
| 2                                 | 40     | Tony Bryant      | DE    | Florida St.   |
| 4                                 | 102    | Dameane Douglas  | WR    | California    |
| 5                                 | 146    | Eric Barton      | LB    | Maryland      |
| 5                                 | 153    | Roderick Coleman | DT    | East Carolina |
| 6                                 | 188    | Daren Yancey     | DT    | BYU           |
| 7                                 | 224    | JoJuan Armour    | DB    | Miami (OH)    |

## Roster
| Roster degli Oakland Raiders nel 1999 |
| --- |
| Quarterback - 12 Rich Gannon - 14 Bobby Hoying Running Back - 32 Zack Crockett RB/FB - 28 Randy Jordan - 26 Napoleon Kaufman - 40 Jon Ritchie FB - 47 Tyrone Wheatley Wide Receiver - 81 Tim Brown - 82 James Jett - 85 Terry Mickens - 84 Kenny Shedd - 89 Rodney Williams Tight End - 87 Jeremy Brigham - 83 Rickey Dudley - 86 Derrick Walker Offensive Linemen - 73 Darryl Ashmore G - 79 Mo Collins G - 64 Gennaro DiNapoli C - 72 Lincoln Kennedy T - 63 Barret Robbins C - 65 Barry Sims T - 74 Matt Stinchcomb T - 62 Adam Treu C - 76 Steve Wisniewski G Defensive Linemen - 94 Tony Bryant DE - 91 Roderick Coleman DT - 93 James Harris DE - 90 Grady Jackson DT - 51 Lance Johnstone DE - 67 Russell Maryland DT - 98 Chuck Osborne DT - 96 Darrell Russell DT Linebacker - 50 Eric Barton - 54 Greg Biekert - 55 Bobby Brooks - 52 Richard Harvey - 53 Travian Smith - 56 Sam Sword - 50 K.D. Williams Defensive Back - 21 Eric Allen CB - 27 Calvin Branch CB - 23 Darrien Gordon CB - 22 Charles Mincy FS - 30 Anthony Newman SS - 29 Eric Turner FS - 24 Charles Woodson CB Special Team - 2 Leo Araguz P - 5 Michael Husted K |
| Legenda - I rookie sono in corsivo. - Il primo ruolo è il principale mentre gli eventuali successivi indicano i ruoli secondari. - (IR) sta per Injured Reserve ed indica la lista ristretta per un solo giocatore infortunato che può tornare ad allenarsi dopo la settimana 6 e a rientrare in prima squadra dopo che questa ha giocato 8 partite. - (NF-Inj.) / (NF-Ill.) stanno rispettivamente per Non-Football Injured e Non-Football Illness ed indicano le liste dove viene inserito un giocatore che ha un infortunio o una malattia non dipendente dal football americano. - (PUP) sta per Physically Unable to Perform ed indica la lista dove viene inserito un giocatore mentre è in attesa di recuperare la condizione fisica. Nella stagione regolare dopo la sesta partita giocata dalla propria squadra, il giocatore ha tempo tre settimane per riprendere ad allenarsi, più tre settimane aggiuntive dal suo rientro agli allenamenti per rientrare in prima squadra. |

## Calendario
| Stagione regolare |                       |                    |
| Turno             | Avversario            | Risultato          |
| 1                 | at Green Bay Packers  | S 28–24            |
| 2                 | at Minnesota Vikings  | V 22–17            |
| 3                 | Chicago Bears         | V 24–17            |
| 4                 | at Seattle Seahawks   | S 22–21            |
| 5                 | Denver Broncos        | S 16–13            |
| 6                 | at Buffalo Bills      | V 20–14            |
| 7                 | New York Jets         | V 24–23            |
| 8                 | Miami Dolphins        | L 16–9             |
| 9                 | Settimana di pausa    | Settimana di pausa |
| 10                | San Diego Chargers    | V 28–9             |
| 11                | at Denver Broncos     | S 27–21            |
| 12                | Kansas City Chiefs    | S 37–34            |
| 13                | Seattle Seahawks      | V 30–21            |
| 14                | at Tennessee Titans   | S 21–14            |
| 15                | Tampa Bay Buccaneers  | V 45–0             |
| 16                | at San Diego Chargers | S 23–20            |
| 17                | at Kansas City Chiefs | V 41–38            |

## Classifiche
| AFC West Division    |   |    |   |      |     |     |     |
|                      | V | S  | P | %    | PF  | PS  | STR |
| (3) Seattle Seahawks | 9 | 7  | 0 | .563 | 338 | 298 | S1  |
| Kansas City Chiefs   | 9 | 7  | 0 | .563 | 390 | 322 | S2  |
| San Diego Chargers   | 8 | 8  | 0 | .500 | 269 | 316 | V2  |
| Oakland Raiders      | 8 | 8  | 0 | .500 | 390 | 329 | V1  |
| Denver Broncos       | 6 | 10 | 0 | .375 | 314 | 318 | S1  |